# Canonizzazioni celebrate da Giovanni Paolo II

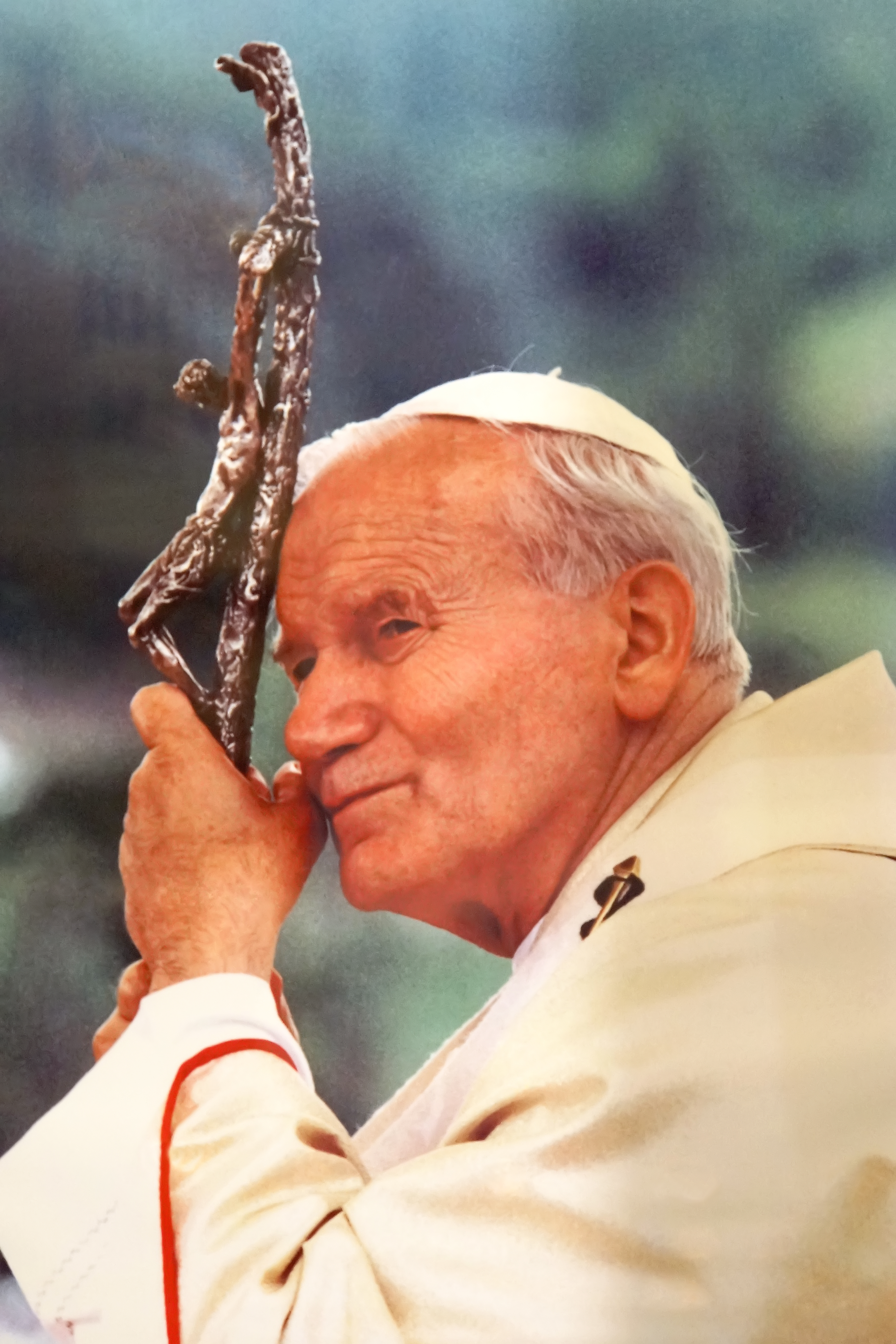
Papa Giovanni Paolo II

Durante il suo pontificato (1978-2005) papa Giovanni Paolo II ha canonizzato 482 beati nel corso di 52 distinte cerimonie pubbliche (38 in Vaticano, 14 in altre località d'Italia e del Mondo).
Segue la lista delle canonizzazioni celebrate da papa Giovanni Paolo II.

## Celebrazioni del 1982
- Roma, Basilica di San Pietro, 20 giugno 1982: 
  - Crispino da Viterbo, religioso dell'Ordine dei Frati Minori Cappuccini.
- Roma, Piazza San Pietro, 10 ottobre 1982: 
  - Massimiliano Maria Kolbe, sacerdote dell'Ordine dei Frati Minori Conventuali, martire.
- Roma, Basilica di San Pietro, 31 ottobre 1982: 
  - Marguerite Bourgeoys, fondatrice delle Suore della Congregazione di Nostra Signora;
  - Jeanne Delanoue, fondatrice delle Suore di Sant'Anna della Provvidenza.

## Celebrazioni del 1983
- Roma, Piazza San Pietro, 16 ottobre 1983: 
  - Leopoldo da Castelnuovo, al secolo Bodgan Mandić, sacerdote cappuccino.

## Celebrazioni del 1984
- Roma, Basilica di San Pietro, 11 marzo 1984: 
  - Paola Frassinetti, vergine, fondatrice delle Suore di Santa Dorotea.
- Seul, 6 maggio 1984: 
  - Andrea Kim Taegon, primo sacerdote cattolico della Corea, e 102 martiri coreani.
- Roma, Basilica di San Pietro, 21 ottobre 1984: 
  - Miguel Febres Cordero, religioso dei Fratelli delle Scuole Cristiane.

## Celebrazioni del 1986
- Roma, Piazza San Pietro, 13 aprile 1986: 
  - Francesco Antonio Fasani, sacerdote professo dei francescani conventuali.
- Roma, Basilica di San Pietro, 12 ottobre 1986: 
  - Giuseppe Maria Tomasi, cardinale teatino.

## Celebrazioni del 1987
- Roma, Piazza San Pietro, 18 ottobre 1987: 
  - Lorenzo Ruiz, laico;
  - Domenico Ibáñez de Erquicia, dell'Ordine dei Frati Predicatori;
  - Giacomo Kyushei Gorobioye Tomonaga, domenicano, e tredici compagni filippini, martiri del Giappone.
- Roma, Piazza San Pietro, 25 ottobre 1987: 
  - Giuseppe Moscati, laico.

## Celebrazioni del 1988
- Asunción, Campo "Ñu Guazú", 16 maggio 1988: 
  - Roque González de Santa Cruz, missionario della Compagnia di Gesù, martire;
  - Alfonso Rodríguez-Olmedo, missionario della Compagnia di Gesù, martire;
  - Juan del Castillo, missionario della Compagnia di Gesù, martire.
- Messina, 11 giugno 1988: 
  - Eustochia Smeralda Calafato, vergine clarissa.
- Roma, Piazza San Pietro, 19 giugno 1988: 
  - Andrea Dũng Lạc, sacerdote;
  - Tommaso Tran Van Thien, seminarista;
  - Emanuele Le Van Phung, laico;
  - Girolamo Hermosilla, vescovo domenicano del Tonchino Orientale;
  - Valentino Berrio Ochoa, vescovo domenicano del Tonchino Centrale, Pierre Dumoulin-Borie, vescovo del Tonchino Occidentale, e altri cinque vescovi;
  - Giovanni Teofano Vénard, sacerdote della Società per le Missioni Estere di Parigi e 105 compagni, martiri del Vietnam.
- Roma, Basilica di San Pietro, 3 luglio 1988: 
  - Simón de Rojas, sacerdote dell'Ordine della Santissima Trinità;
  - Rose-Philippine Duchesne, religiosa della Società del Sacro Cuore di Gesù.
- Roma, Piazza San Pietro, 2 ottobre 1988: 
  - Maddalena di Canossa, vergine, fondatrice dei Figli e delle Figlie della Carità.
- Roma, Basilica di San Pietro, 11 dicembre 1988: 
  - Maria Rosa Molas y Vallvé, religiosa, fondatrice delle Suore di Nostra Signora della Consolazione.

## Celebrazioni del 1989
- Roma, Basilica di San Pietro, 9 aprile 1989: 
  - Clelia Barbieri, fondatrice delle Suore Minime dell'Addolorata.
- Roma, Basilica di San Pietro, 1º novembre 1989: 
  - Gaspare Bertoni, sacerdote, fondatore della Congregazione delle Sacre Stimmate di Nostro Signore Gesù Cristo;
  - Riccardo Pampuri, dei fatebenefratelli.
- Roma, Basilica di San Pietro, 12 novembre 1989: 
  - Agnese di Boemia, clarissa;
  - Adam Chmielowski, fondatore dei Fratelli e delle Suore del Terz'Ordine di San Francesco, Servi dei Poveri.
- Roma, Basilica di San Pietro, 10 dicembre 1989: 
  - Muziano Maria Wiaux, Fratello delle Scuole Cristiane.

## Celebrazioni del 1990
- Roma, Basilica di San Pietro, 9 dicembre 1990: 
  - Marie-Marguerite d'Youville, fondatrice delle Suore della Carità di Montréal.

## Celebrazioni del 1991
- Roma, Basilica di San Pietro, 17 novembre 1991: 
  - Raffaele di San Giuseppe, al secolo Józef Kalinowski, carmelitano scalzo.

## Celebrazioni del 1992
- Roma, Basilica di San Pietro, 31 maggio 1992: 
  - Claudio de La Colombière, gesuita.
- Santo Domingo, "Faro a Colón", 11 ottobre 1992: 
  - Ezequiel Moreno, vescovo di Pasto, dell'Ordine degli Agostiniani Recolletti.

## Celebrazioni del 1993
- Roma, Basilica di San Pietro, 21 marzo 1993: 
  - Claudine Thévenet, vergine, fondatrice delle Religiose di Gesù-Maria;
  - Teresa di Gesù di Los Andes, vergine, carmelitana scalza.
- Madrid, Plaza de Colón, 16 giugno 1993: 
  - Enrique Antonio de Ossó y Cervelló, sacerdote, fondatore della Compagnia di Santa Teresa di Gesù.
- Riga, Mežaparkā, 8 settembre 1993: 
  - Meinardo, primo vescovo della Livonia.

## Celebrazioni del 1995
- Olomouc, Aeroporto Nerědìn, 21 maggio 1995: 
  - Giovanni Sarkander, sacerdote, martire;
  - Zdislava Berka, laica e madre di famiglia, del Terz'Ordine di San Domenico.
- Košice, 2 luglio 1995: 
  - Marco Križevčanin, Stefano Pongrácz e Melchiorre Grodecký, preti gesuiti e martiri.
- Roma, Basilica di San Pietro, 3 dicembre 1995: 
  - Eugène de Mazenod, vescovo di Marsiglia, fondatore degli Oblati di Maria Immacolata.

## Celebrazioni del 1996
- Roma, Piazza San Pietro, 2 giugno 1996: 
  - Giovanni Gabriele Perboyre, sacerdote della Congregazione della Missione e martire;
  - Egidio Maria di San Giuseppe, religioso dell'Ordine dei Frati Minori;
  - Juan Grande Román, religioso dell'Ordine Ospedaliero di San Giovanni di Dio.

## Celebrazioni del 1997
- Cracovia, Spianata di Błonie, 8 giugno 1997: 
  - Edvige, regina di Polonia.
- Krosno, Aeroporto, 10 giugno 1997: 
  - Giovanni da Dukla, sacerdote.

## Celebrazioni del 1998
- Roma, Piazza San Pietro, 11 ottobre 1998: 
  - Teresa Benedetta della Croce (Edith Stein), monaca carmelitana scalza, martire.

## Celebrazioni del 1999
- Roma, Piazza San Pietro, 18 aprile 1999: 
  - Marcellin Champagnat, sacerdote marista, fondatore dei Fratelli Maristi delle Scuole;
  - Giovanni Calabria, sacerdote, fondatore dei Poveri Servi e delle Povere Serve della Divina Provvidenza;
  - Agostina Pietrantoni, vergine della congregazione delle Suore della Carità di Santa Giovanna Antida Thouret.
- Nowy Sącz, Spianata del monastero delle Clarisse, 16 giugno 1999: 
  - Cunegonda, regina di Polonia.
- Roma, Basilica di San Pietro, 21 novembre 1999: 
  - Innocenzo dell'Immacolata, sacerdote passionista;
  - Cirilo Bertrán e otto compagni, religiosi dei Fratelli delle Scuole Cristiane, martiri;
  - Benedetto Menni, sacerdote dell'Ordine Ospedaliero di San Giovanni di Dio, fondatore delle Suore Ospedaliere del Sacro Cuore di Gesù;
  - Tommaso da Cori, sacerdote dell'Ordine dei Frati Minori.

## Celebrazioni del 2000
- Roma, Piazza San Pietro, 30 aprile 2000: 
  - Maria Faustina Kowalska, vergine delle Suore della Beata Vergine Maria della Misericordia.
- Roma, Piazza San Pietro, 21 maggio 2000: 
  - Cristóbal Magallanes Jara, sacerdote, e 24 compagni, sacerdoti e laici, martiri messicani;
  - José María Yermo y Parres, sacerdote, fondatore delle Serve del Sacro Cuore di Gesù e dei Poveri;
  - María Venegas de la Torre, vergine, fondatrice delle Figlie del Sacro Cuore di Gesù.
- Roma, Piazza San Pietro, 1º ottobre 2000: 
  - Agostino Zhao Rong, Pietro Zhou Rixin, Anna Wang, Francesco Fernández de Capillas, Gabriele Taurino Dufresse, Gregorio Maria Grassi, Leone Ignazio Mangin e 113 compagni, martiri in Cina;
  - Maria Josefa Sancho de Guerra, vergine, fondatrice delle Serve di Gesù della Carità;
  - Katharine Mary Drexel, vergine, fondatrice delle Suore del Santissimo Sacramento per gli Indiani e i Negri;
  - Giuseppina Bakhita, vergine della congregazione delle Figlie della Carità.

## Celebrazioni del 2001
- Roma, Piazza San Pietro, 10 giugno 2001: 
  - Luigi Scrosoppi, sacerdote della congregazione dell'Oratorio di San Filippo Neri, fondatore delle Suore della Provvidenza di San Gaetano da Thiene;
  - Agostino Roscelli, sacerdote, fondatore delle Suore dell'Immacolata;
  - Bernardo da Corleone, religioso dell'Ordine dei Frati Minori Cappuccini;
  - Teresa Eustochio Verzeri, vergine, fondatrice delle Figlie del Sacro Cuore di Gesù;
  - Rebecca Ar-Rayès, vergine, religiosa dell'Ordine Libanese Maronita.
- Roma, Piazza San Pietro, 25 novembre 2001: 
  - Giuseppe Marello, vescovo di Acqui, fondatore degli Oblati di San Giuseppe;
  - Paula Montal Fornés, vergine, fondatrice delle Religiose delle Scuole Pie;
  - Léonie Aviat, vergine, fondatrice delle Suore Oblate di San Francesco di Sales;
  - Maria Crescentia Höss, vergine, religiosa del Terz'Ordine di San Francesco.

## Celebrazioni del 2002
- Roma, Piazza San Pietro, 19 maggio 2002: 
  - Alonso de Orozco, sacerdote dell'Ordine di Sant'Agostino;
  - Ignazio da Santhià, sacerdote dell'Ordine dei Frati Minori Cappuccini;
  - Umile da Bisignano, religioso, dell'Ordine dei Frati Minori;
  - Paolina Visintainer, vergine, fondatrice delle Piccole Suore dell'Immacolata Concezione;
  - Benedetta Cambiagio Frassinello, religiosa, fondatrice Suore Benedettine della Provvidenza.
- Roma, Piazza San Pietro, 16 giugno 2002: 
  - Pio da Pietrelcina, sacerdote dell'Ordine dei Frati Minori Cappuccini.
- Città del Guatemala, Ippodromo, 30 luglio 2002: 
  - Pedro de San José de Bethencourt, laico del Terz'Ordine di San Francesco, fondatore dei Fratelli di Betlemme.
- Città del Messico, Basilica di Nostra Signora di Guadalupe, 31 luglio 2002: 
  - Juan Diego Cuauhtlatoatzin, laico.
- Roma, Piazza San Pietro, 6 ottobre 2002: 
  - Josemaría Escrivá de Balaguer, sacerdote, fondatore dell'Opus Dei.

## Celebrazioni del 2003
- Madrid, Plaza de Colón, 4 maggio 2003: 
  - Pedro Poveda Castroverde, sacerdote, fondatore dell'Istituzione Teresiana, martire;
  - José María Rubio Peralta, sacerdote professo della Compagnia di Gesù;
  - Genoveva Torres Morales, vergine, fondatrice delle Suore del Sacro Cuore di Gesù e dei Santi Angeli;
  - Angela della Croce, vergine, fondatrice della Compagnia della Croce;
  - María Maravillas de Jesús, vergine, carmelita scalza.
- Roma, Piazza San Pietro, 18 maggio 2003: 
  - Józef Sebastian Pelczar, vescovo di Przemyśl, fondatore delle Ancelle del Sacro Cuore di Gesù;
  - Urszula Ledóchowska, vergine, fondatrice delle Suore Orsoline del Sacro Cuore di Gesù Agonizzante;
  - Maria De Mattias, vergine, fondatrice delle Suore Adoratrici del Sangue di Cristo;
  - Virginia Centurione Bracelli, laica, fondatrice delle Suore di Nostra Signora del Rifugio in Monte Calvario.
- Roma, Piazza San Pietro, 5 ottobre 2003: 
  - Daniele Comboni, vescovo dell'Africa Centrale, fondatore dei Figli del Cuore di Gesù e delle Pie Madri della Nigrizia;
  - Arnold Janssen, sacerdote, fondatore della Società del Verbo Divino, delle Missionarie Serve dello Spirito Santo e delle Suore Serve dello Spirito Santo dell'Adorazione Perpetua;
  - Josef Freinademetz, sacerdote verbita.

## Celebrazioni del 2004
- Roma, Piazza San Pietro, 16 maggio 2004: 
  - Luigi Orione, sacerdote, fondatore della Piccola Opera della Divina Provvidenza e delle Piccole Suore Missionarie della Carità;
  - Annibale Maria Di Francia, sacerdote, fondatore dei Rogazionisti del Cuore di Gesù e delle Figlie del Divino Zelo;
  - Josep Manyanet i Vives, sacerdote, fondatore delle Figlie e dei Figli della Sacra Famiglia;
  - Nimatullah Kassab Al-Hardini, sacerdote dell'Ordine Libanese Maronita;
  - Paola Elisabetta Cerioli, religiosa, fondatrice delle Suore della Sacra Famiglia e della Congregazione della Sacra Famiglia di Bergamo;
  - Gianna Beretta Molla, madre di famiglia.